# Єва-Лотта Кійбус
Ева-Лотта Кійбус (нар. 17 січня 2003) — естонська фігуристка, дворазова чемпіонка Кубка Tallink Hotels Cup (2018, 2019) та чемпіонка Естонії 2019 року. Вона пройшла до довільної програми на чемпіонаті світу 2019 року, а на чемпіонаті Європи 2020 року посіла сьоме місце.
Станом на 26 вересня 2020 року фігуристка займає 24-е місце в рейтингу Міжнародного союзу ковзанярів (ІСУ).

## Особисте життя
Кійбус народилася 17 січня 2003 року в Таллінні. Вона є молодшою сестрою естонського репера Нублу.

## Кар'єра

### Ранні роки
Кійбус почала вчитися кататися на ковзанах у 2007 році. У сезоні 2015—2016 вона змагалася у вищому ранговому режимі та дебютувала у міжнародному дебюті наступного сезону.

### Сезон 2016—2017
Єва-Лотта дебютувала на чемпіонаті Естонії на дорослому рівні та посіла 8 місце.

### Сезон 2017—2018
На чемпіонаті Естонії стала бронзовою призеркою.

### Сезон 2018—2019
У вересні 2018 року Кійбус дебютувала як у серії Гран-прі ISU Junior, так і в старшій серії ISU Challenger. У грудні вона завоювала срібло на чемпіонаті Естонії на дорослому рівні, зайнявши друге місце, поступившись лише Герлі Лійнаме. Вона стала національною чемпіонкою серед юніорів наступного місяця. У лютому 2019 року вона завоювала золото у старшій категорії на Кубку готелів Tallink.
У березні Кійбус вперше взяла участь у Чемпіонаті світу серед юніорів 2019 року в Загребі, Хорватія. Зайнявши 26 місце за короткою програмою, вона не кваліфікувалася до довільної програми. Пізніше, того ж місяця, вона змагалася на чемпіонаті світу 2019 року в Сайтамі, Японія. Вона пройшла до довільної програми, посівши 23 місце в короткій програмі. Їй вдалося покращити свій результат та посісти у підсумку 22 сходинку.

### Сезон 2019—2020 років

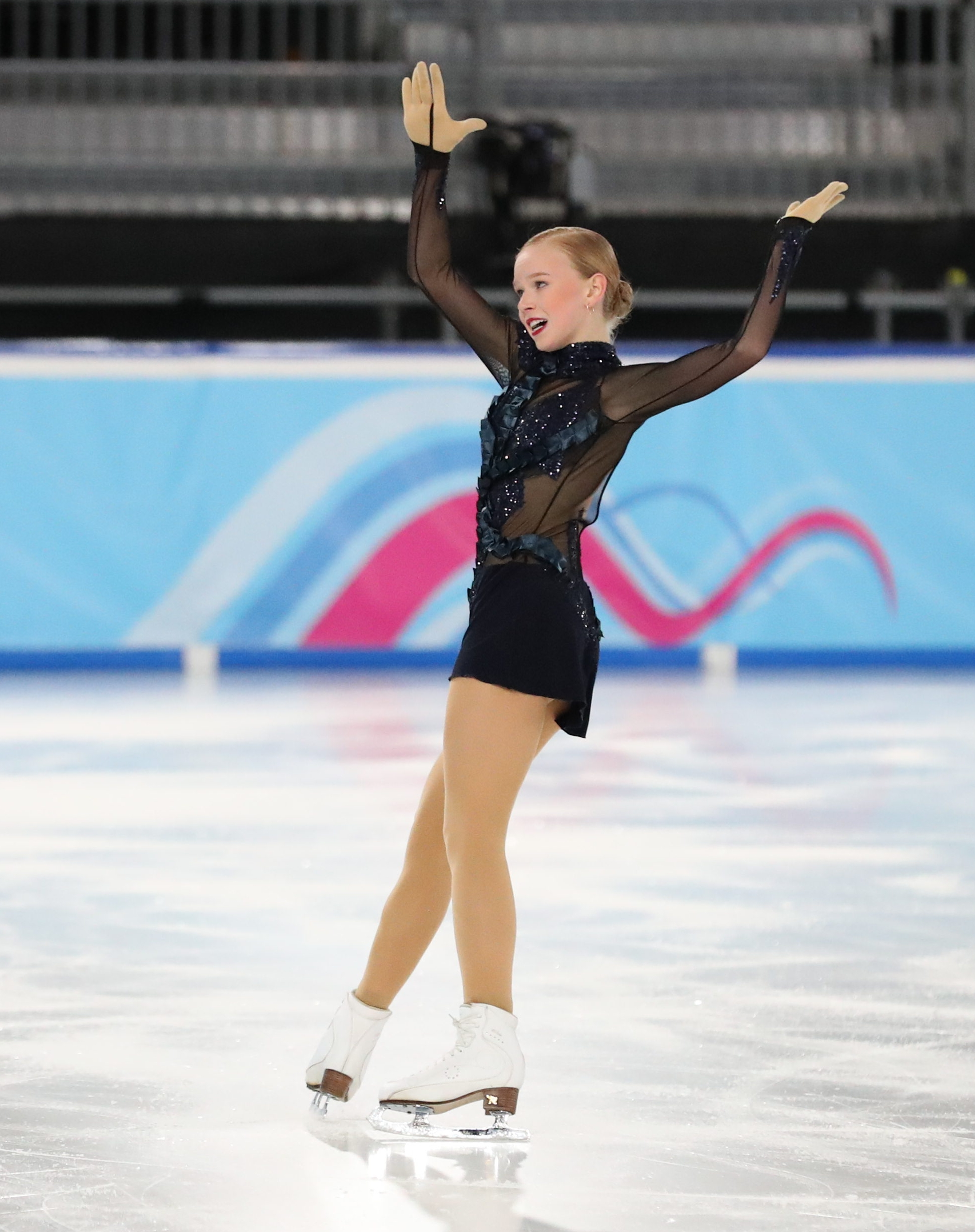
Кібус на Зимових молодіжних Олімпійських іграх 2020 року

У цьому сезоні Єва-Лотта Кійбус продовжувала змагатися як на дорослому, так і на юніорському рівнях. У серії Гран-прі серед юніорів ISU вона посіла сьоме місце в російському Челябінську та восьме в Егні, Італія. В Егні вона посідала третє місце після короткої програми, але не виконала всіх запланованих елементів у довільній програмі.
На старшому рівні в першій половині сезону вона брала участь у трьох змаганнях серії ISU Challenger. Наприкінці вересня вона зайняла шосте місце в трофеї Небелхорна. У жовтні вона підтвердила своє досягнення, посівши шосте місце на заході у фіналі « Фінляндія Трофі», де вона також отримала свій найкращий особистий бал за короткою програмою. Золотий спин Загреба, який відбувся в Хорватії в грудні, виявився для неї менш успішним, оскільки її кінцевим результатом було 11 місце.
У грудні Кійбус стала чемпіонкою Естонії.
Вона зробила невдалий виступ на молодіжній Олімпіаді, посіла 14 місце.
Наприкінці січня Кійбус дебютувала на чемпіонаті Європи. Вона зробила кілька невеликих помилок у своїй короткій програмі, посівши 11-е місце та чисто відкатала довільну програму (посіла п'яте місце з 24 кваліфікованих конкурентів). Такі результати дозволили їй здобути загальне сьоме місце. Вона отримала найкращі результати сезону у довільній програмі та загальний бал у цьому змаганні.

## Програми
| Сезон     | Коротка програма                                                                       | Довільна програма                                                                                        |
| --------- | -------------------------------------------------------------------------------------- | --- |
| 2020—2021 | - Sign of the Times у виконанні Гаррі Стайлса - Styles, Harry & Bhasker, Jeff          | - Концерт для фортепіано з оркестром № 2, до мінор, Op. 18 у виконанні Сергія Рахманінова                |
| 2019—2020 | - The House of the Rising Sun (з фільму Чудова сімка) у виконанні Heavy Young Heathens | - Historia de un Amor у виконанні Heavy Young Heathens                                                   |
| 2018—2019 | - Танго у виконанні Rein Rannap хореографія: Вахтанг Мурванідзе, Анна Леванді          | - Майкл[хто?] зустрічає Моцарта у виконанні The Piano Guys хореографія: Вахтанг Мурванідзе, Анна Леванді |

## Спортивні досягнення
CS: Серія Challenger ; JGP: Юніорський гран-прі
| Міжнародний                           | Міжнародний | Міжнародний | Міжнародний | Міжнародний | Міжнародний | Міжнародний |
| Подія                                 | 15–16       | 16–17       | 17–18       | 18–19       | 19–20       | 20–21       |
| ------------------------------------- | ----------- | ----------- | ----------- | ----------- | ----------- | ----------- |
| Чемпіонати світу з фігурного катання  |             |             |             | 22          |             |             |
| Чемпіонати Європи з фігурного катання |             |             |             |             | 7           |             |
| CS Finlandia                          |             |             |             | 14          | 6           |             |
| CS Golden Spin                        |             |             |             |             | 11          |             |
| CS Lombardia Trophy                   |             |             |             | 14          |             |             |
| CS Nebelhorn Trophy                   |             |             |             |             | 6           | 1           |
| CS Tallinn Trophy                     |             |             |             | 14          |             |             |
| Кубок готелів міста Таллінк           |             |             | 1           | 1           | 2           |             |
| Відкритий Кубок Volvo                 |             |             |             | 7           |             |             |
| Міжнародний: Юніорський               |             |             |             |             |             |             |
| Юніорські світи                       |             |             |             | 26          |             |             |
| Юнацька Олімпіада                     |             |             |             |             | 14          |             |
| JGP Італія                            |             |             |             |             | 8           |             |
| JGP Литва                             |             |             |             | 13          |             |             |
| JGP Росія                             |             |             |             |             | 7           |             |
| EYOF                                  |             |             |             | 4           |             |             |
| Кубок викликів                        |             | 5           | 11          |             |             |             |
| Кубок льоду Каунас                    |             |             | 3           |             |             |             |
| Празький льодовий кубок               |             |             | 6           |             |             |             |
| Таллінн Трофей                        |             | 21          | 5           |             |             |             |
| Відкритий Кубок Volvo                 |             | 21          |             |             |             |             |
| Міжнародний: Попередній послушник     |             |             |             |             |             |             |
| Кубок півня                           | 13          |             |             |             |             |             |
| Кубок готелів міста Таллінк           | 3           |             |             |             |             |             |
| Таллінн Трофей                        | 13          |             |             |             |             |             |
| Відкритий Кубок Volvo                 | 12          |             |             |             |             |             |
| Національний                          |             |             |             |             |             |             |
| Чемпіонат Естонії                     |             | 8           | 3           | 2           | 1           |             |
| Чемпіонат Естонії серед юніорів.      | 6N          | 6J          | 2J          | 1J          |             |             |
| Рівні: N = Новачок; J = юніорський    |             |             |             |             |             |             |